# WTCC i Tyskland

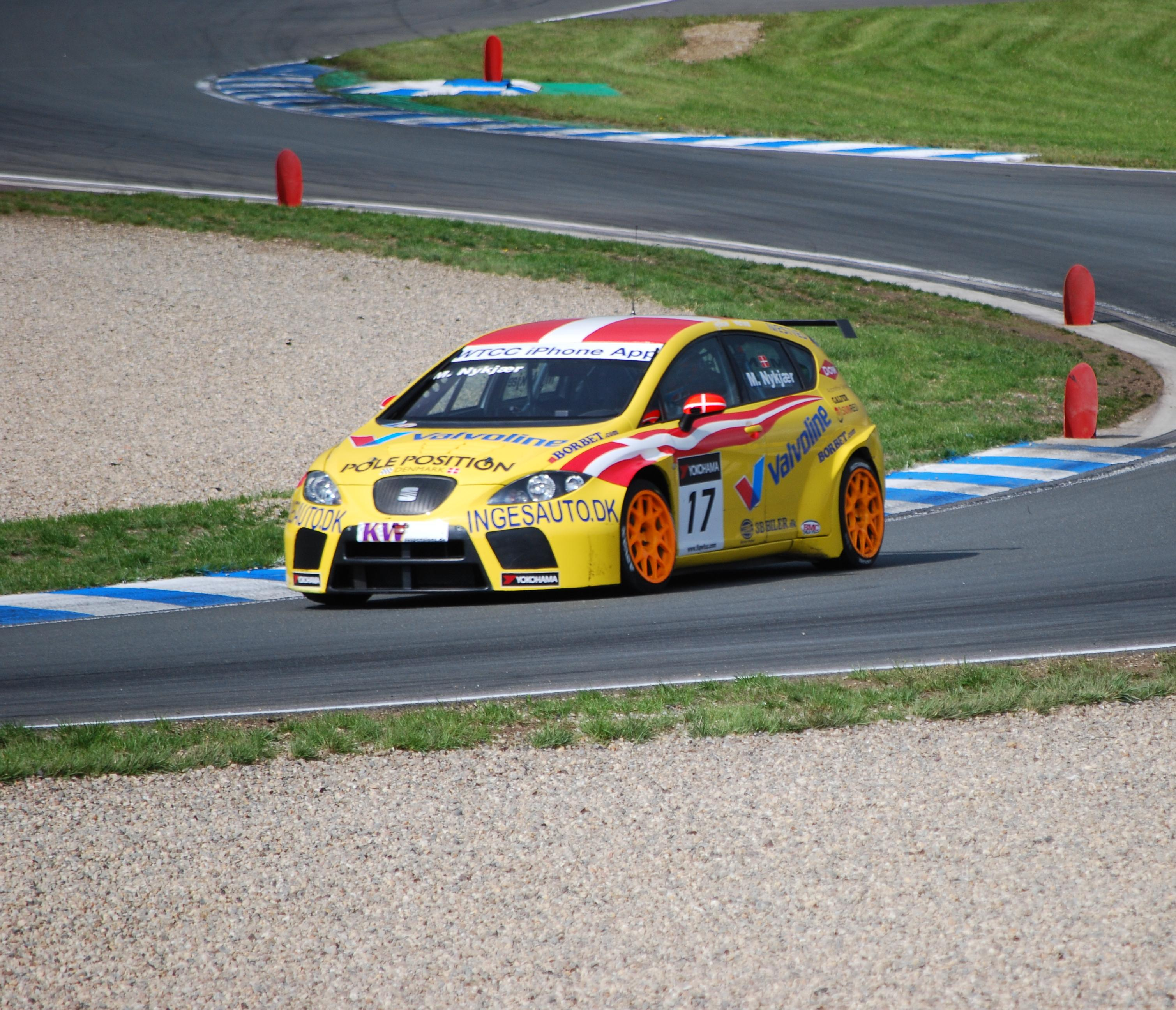
Michel Nykjær under FIA WTCC Race of Germany 2010.

FIA WTCC Race of Germany är den tyska deltävlingen av FIA:s standardvagnsmästerskap World Touring Car Championship. Deltävlingen har körts på Motorsport Arena Oschersleben varenda säsong, 3 mil sydväst om Magdeburg.

## Källor

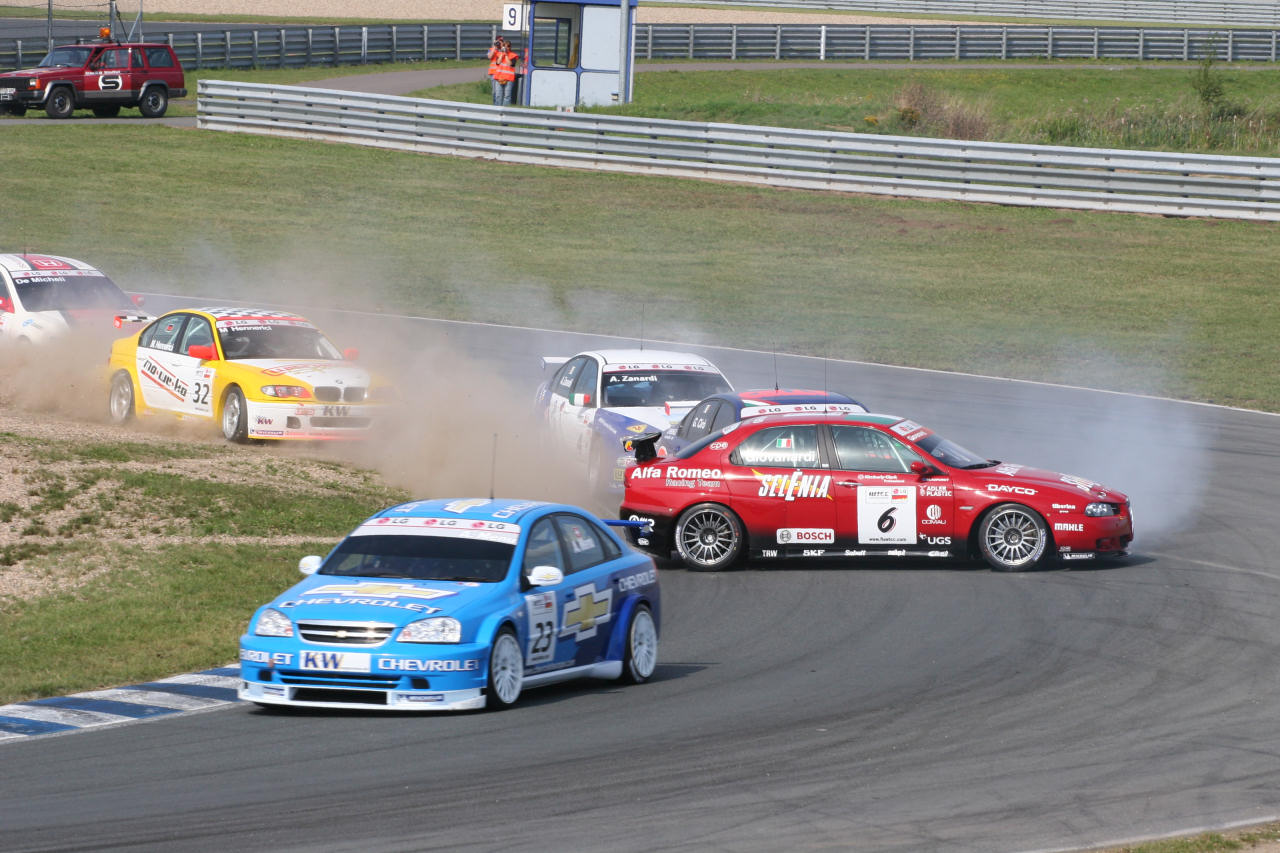
Fabrizio Giovanardi snurrar på Motorsport Arena Oschersleben 2005.

## Säsonger
| År   | Bana                          | Race | Segrare förare                  | Segrare modell                 | Rapport              |
| ---- | ----------------------------- | ---- | ------------------------------- | ------------------------------ | -------------------- |
| 2011 | Motorsport Arena Oschersleben | 1 2  | Yvan Muller Franz Engstler      | Chevrolet Cruze 1.6T BMW 320TC | WTCC i Tyskland 2011 |
| 2010 | Motorsport Arena Oschersleben | 1 2  | Alain Menu Andy Priaulx         | Chevrolet Cruze LT BMW 320si   | WTCC i Tyskland 2010 |
| 2009 | Motorsport Arena Oschersleben | 1 2  | Andy Priaulx Augusto Farfus     | BMW 320si                      | WTCC i Tyskland 2009 |
| 2008 | Motorsport Arena Oschersleben | 1 2  | Augusto Farfus Félix Porteiro   | BMW 320si                      | WTCC i Tyskland 2008 |
| 2007 | Motorsport Arena Oschersleben | 1 2  | Yvan Muller Augusto Farfus      | SEAT León TDi BMW 320si        | WTCC i Tyskland 2007 |
| 2006 | Motorsport Arena Oschersleben | 1 2  | Andy Priaulx Jörg Müller        | BMW 320si                      | WTCC i Tyskland 2006 |
| 2005 | Motorsport Arena Oschersleben | 1 2  | Andy Priaulx Alessandro Zanardi | BMW 320i                       | WTCC i Tyskland 2005 |